# Pseudocercospora ramischiae
Pseudocercospora ramischiae är en svampart som först beskrevs av Melnik, och fick sitt nu gällande namn av U. Braun & Melnik 1997. Pseudocercospora ramischiae ingår i släktet Pseudocercospora och familjen Mycosphaerellaceae.   Inga underarter finns listade i Catalogue of Life.